# Lac Wiyâshâkimî
Pour Lac à l'Eau Claire (Saint-Élie-de-Caxton), voir Lac à l'Eau Claire (Saint-Élie-de-Caxton).
Le lac Wiyâshâkimî, anciennement nommé le lac à l'Eau Claire, est une étendue d'eau du Québec, correspondant à un lac de cratère d'impact météorique binaire, situé dans la région administrative Nord-du-Québec, au Québec, au Canada. Il doit sa forme à deux cratères d'impact séparés par un archipel d'une dizaine de kilomètres de large. Il est situé dans le parc national Tursujuq.

## Géographie
Ce grand lac du Nord québécois, large de 33 km, long de près de 71 km et d'une superficie de 1 243 km2 est situé à 238 m d'altitude. Il représente la source principale de la rivière à l'Eau Claire qui, environ 70 km plus à l'ouest, se jette dans le lac Tasiujaq, porte d'entrée de la baie d'Hudson. 

### Formation
Le lac est formé de deux dépressions qui seraient des cratères d'impact de météorites, le diamètre de chaque cratère étant respectivement de 36 et 26 km de diamètre, formant un plan d'eau continu, partiellement séparés par une bande d'îles de moins de 10 km de large.
Alors que ces cratères étaient considérés comme ayant une origine commune, une étude de 2014 tend à prouver qu'ils sont la conséquence de deux impacts distincts : le cratère Est datant de l'Ordovicien (entre 460 et 470 millions d'années), le cratère Ouest datant lui du Permien (286 millions d'années).

### Localisation
- Partie est : 56° 03′ 44″ N, 74° 06′ 50″ O
- Partie ouest : 56° 13′ 50″ N, 74° 29′ 13″ O

Le lac Wiyâshâkimî et le lac Tasiujaq font partie du parc national Tursujuq (d'une superficie de 26 107 km2).

## Toponyme
En 1896, l'explorateur et géologue Albert Peter Low, membre de la Commission géologique du Canada, fournit vraisemblablement l'origine de ce toponyme descriptif en soulignant l'extraordinaire limpidité et la profondeur des eaux glacées du lac. Dans l'ensemble du Québec, on compte une cinquantaine d'entités géographiques, majoritairement des lacs, qui portent le nom d'Eau Claire. Les Inuits l'appellent Allait Qasigialingat.
Recueilli en 1978 auprès des Cris, et probablement beaucoup plus ancien, Wiyasakami est un nom ayant pour sens « lac à l'eau claire ». Jusqu'en 1946, ce lac était désigné sous l'appellation anglaise Clearwater Lakes. Le 26 février 2016, le lac a été renommé lac Wiyâshâkimî par la Commission de toponymie dans le but de rendre plus visible le patrimoine autochtone de la région. L'ancien toponyme a été préservé dans l'archipel à l'Eau Claire que composent les centaines d'îles du lac.

## Écologie
Le lac Wiyâshâkimî est un des lacs abritant une des dernières populations de phoques d'eau douce du Québec (phoque commun de la sous-espèce des Lacs des Loups Marins, Phoca vitulina mellonae), une espèce dont le statut est au Québec « susceptible d'être désignée espèce menacée ou vulnérable » et, au Canada, « en voie de disparition ».